# ねずみ色1号

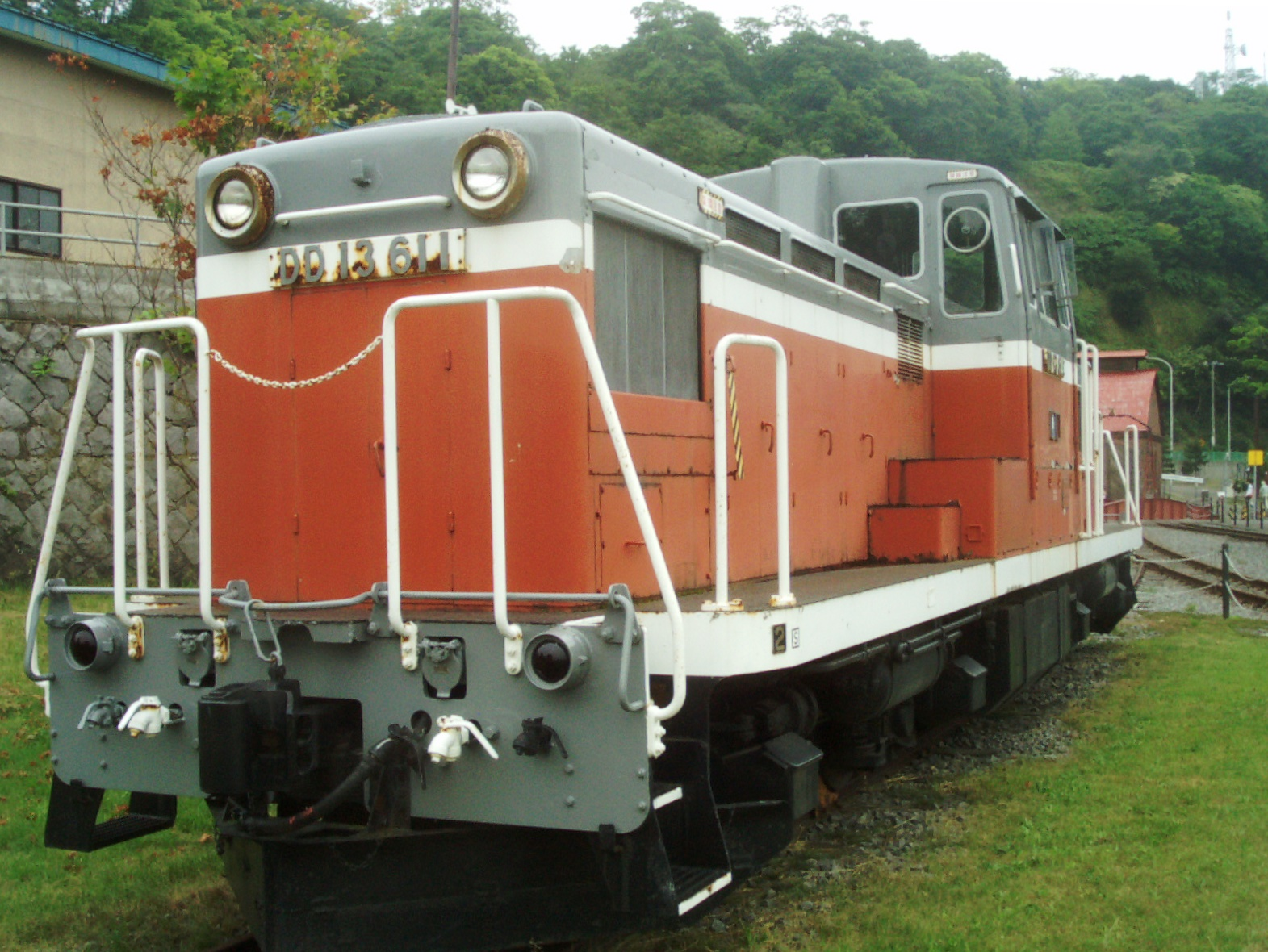
ねずみ色1号を車体上半分の地色としたDD13

ねずみ色1号（ねずみいろ1ごう）は、日本国有鉄道（国鉄）が定めた色名称の1つである。

## 概要
1962年（昭和37年）頃に、ディーゼル機関車の車体上部の地色として制定されたのが最初である。
高圧液化ガス積載貨車の外部色にも採用された。
車体色以外の採用例としては、屋根上のパンタグラフ・通風器や冷房装置、台車を含む床下機器、操重車の機器室にも使用されている。近年でも採用例があり、目立たないながらも目にする機会は多い。

## 使用車両
- 1963年以降の国鉄ディーゼル機関車各形式
- 国鉄タキ14700形貨車
- 国鉄タキ25000形貨車